# 南臺科技大學
南臺科技大學（英語：Southern Taiwan University of Science and Technology），簡稱南臺科大，是位於臺灣臺南市永康區的私立科技大學，以「信義誠實」為校訓。

## 學校簡介

### 校訓
- 信 ─ 不失信
- 義 ─ 不忘義
- 誠 ─ 不欺騙
- 實 ─ 不虛偽

### 校徽含意
該校於1990年8月，更名為「私立南台工商專科學校」。

同年該校對外舉辦校徽設計比賽，最後於當年的9月28日正式採用銘傳管理學院學生林香礽之設計為新校徽，並沿用至今。
含義
藍色六角形
以螺絲帽象形為表徵，代表工學院及數位設計學院系（所）；採用藍色則顯示該等系（所）穩重純潔之特性。
紅色圓形
以銅錢象形為表徵，代表代表商學、管理及人文社會學院系（所）；採用紅色則顯示該等系（所）親切活潑之特性。
兩者重疊交會
蘊含「人本為中，工商為翼，涵融並進，蘊蓄無限活力，追求卓越，邁向巔峰」之意義。
中心太極圖樣
以人文思維的理念，寓科技教育的實踐，蘊含變化繁衍，生生不息之意。

## 歷史沿革

### 專科學校時期
1965年，由台南紡織創辦人之一吳三連邀請同為台南紡織創辦人的侯雨利、吳修齊、吳尊賢，以及辛文炳、吳俊傑、侯永都、陳清曉、莊昇如、陳旗安、張麗堂等台南幫成員籌組申請設立五年制「私立台南工商專科學校」，但因與國立成功大學前身省立台南工業專科學校之校名雷同，遭困挫而延宕。
1969年，教育部核准興辦二年制「私立南台工業技藝專科學校」，旋即招生。也訂12月15日為校慶。
1970年4月，以「私立南山工業專科學校」名義申請成立未果之五年制專校，奉教育部核准興辦並令更名為「私立永光工業專科學校」
1971年，二年制「私立南台工業技藝專科學校」與五年制「私立永光工業專科學校」合併，易名為「私立南台工業專科學校」
1989年，舉辦第一屆汽機車大展，為該校每年一次的盛事。
| 年分 | 名稱           | 狀態 | 備註                               |
| ---- | -------------- | ---- | ---------------------------------- |
| 1969 | 工業電子科     | 新設 | 私立南台工業技藝專科學校（二年制） |
| 1969 | 機械技術科     | 新設 | 私立南台工業技藝專科學校（二年制） |
| 1969 | 紡織技術科     | 新設 | 私立南台工業技藝專科學校（二年制） |
| 1969 | 漁產技術科     | 新設 | 私立南台工業技藝專科學校（二年制） |
| 1970 | 化學科         | 新設 | 私立永光工業專科學校（五年制）     |
| 1970 | 機械科         | 新設 | 私立永光工業專科學校（五年制）     |
| 1970 | 電機科         | 新設 | 私立永光工業專科學校（五年制）     |
| 1970 | 電子科         | 新設 | 私立永光工業專科學校（五年制）     |
| 1990 | 國際貿易科二技 | 新設 | 私立南台工業專科學校               |
| 1990 | 企業管理科二技 | 新設 | 私立南台工業專科學校               |

1990年，改名為私立南台工商專科學校。

### 技術學院時期
1996年，改制為私立南台技術學院。
1998年，教育部准將私立自校名中去除，改名南台技術學院。

### 科技大學時期（至今）
1999年，奉教育部審核通過，改名南台科技大學，設置工學、商管、人文社會及數位設計等四個學院。
2002年，增設資訊工程系、生物技術系、幼兒保育系、生物科技研究所碩士班、行銷與流通管理研究所碩士班、會計資訊研究所碩士班、資訊傳播研究所碩士班、國際企業研究所碩士班、機電科技研究所博士班。會計系改名會計資訊系、工業管理系改名管理與資訊系。
2003年，增設視覺傳達設計系、電子工程系博士班、資訊工程研究所碩士班、財務金融研究所碩士班、財經法律研究所碩士班、休閒事業管理研究所碩士班、高階主管企管研究所碩士班、技職教育與人力資源發展研究所碩士班。
2004年，增設電機工程系博士班、技職教育與人力資源發展研究所博士班、應用日語系碩士班、多媒體與電腦娛樂科學研究所碩士班、多媒體與遊戲發展科學系。
2005年，增設光電工程系暨碩士班。化學工程系改名化學工程與材料工程系。
2006年，增設餐旅管理系、奈米科技研究所、通訊工程及數位內容研究所、動畫設計研究所。視覺傳達設計系分設商業設計組、商品設計組、數位媒體設計組之分組。
2009年，技職教育與人力資源發展研究所改名人力資源管理研究所。
2010年，視覺傳達設計系商品設計組獨立為創新產品設計系。視覺傳達設計系數位媒體設計組改名視覺傳達設計系動畫設計組。
2011年，停招管理與資訊系科技管理組。數位內容與動畫設計研究所併入視覺傳達設計系為數位內容與應用設計碩士班。
2012年，人力資源管理研究所併入企業管理系為人力資源管理碩士班。增設餐旅管理系碩士班。
2014年，視覺傳達設計系分設創意生活設計組之分組。
2013年，校名英文簡稱改為S.T.U.S.T.。獲選教育部發展典範科技大學計畫。
2015年，增設流行音樂產業系、創新產品設計系碩士班、高齡服務學士學位學程、國際商務學士學位學程、國際金融學士學位學程。
2016年，管理與資訊系改名工業管理與資訊系。停招企業電子化學位學程、電子工程系海外研習碩士專班、電子工程系通訊工程碩士班、電機工程系生物醫電工程碩士班、電機工程系海外研習碩士專班、電機工程系奈米科技碩士班、電機工程系能源工程碩士班。
2017年，視覺傳達設計系數位內容與應用設計碩士班改名視覺傳達設計系碩士班。同年，更改校名全銜為南臺學校財團法人南臺科技大學，並通過國際商管學院AACSB認證。
2018年，獲選教育部高等教育深耕計畫。高齡服務學士學位學程改名高齡福祉服務系、生物科技系改名生物與食品科技系、商管專業學院碩士班改名全球經營管理碩士班。增設大數據分析碩士在職學位學程。
2019年，南臺科技大學與臺南市文化協會攜手舉辦的2020鼠年神農街元宵花燈展，由學生與當地居民共同舉辦花燈活動。與同為台南幫關係企業的台南紡織共同成立「產學共構技術研發中心」。
2021年，因COVID-19疫情影響籌備期，汽機車大展32年來首度停辦。

## 歷任董事長
| 任屆 | 姓名   | 任期          | 經歷 |
| ---- | ------ | ------------- | --- |
| 1    | 吳三連 | 1969年-1988年 | 臺南市學甲區人，曾參與創辦台南紡織及自立晚報。 民國54年間，與辛文炳、侯雨利、吳修齊、吳尊賢、吳俊傑、陳清曉、陳旗安、莊昇如及張麗堂等，共同集資創辦「私立南臺工業技藝專科學校」（南台科技大學前身），榮膺首任董事長。之前，亦創立天仁工商、延平中學等兩所學校。 民國67年1月30日成立「財團法人吳三連先生文藝獎基金會」，民國78年更名為「財團法人吳三連獎基金會」。 |
| 2    | 辛文炳 | 1989年-1999年 | 臺南市人，民國39年，高票當選台南市議會第一屆議員，接著又被推舉為副議長，後來又連任三屆議員暨議長。 民國49年當選台南市第4屆市長；卸任後，獲榮聘為台灣省政府顧問。 民國61年和64年，兩度當選台灣省第四選區（雲嘉南地區）增額立法委員。 民國54年，政府為因應經建需求，培養技術人才，開放五專申請。先生響應私人興學美事，與吳三連、侯雨利、吳修齊、吳尊賢、吳俊傑、張麗堂等政經碩彥籌創南臺工業技藝專科學校，榮膺首任校長。 民國78年起擔任本校二任董事長。 |
| 3    | 高清愿 | 1999年-2014年 | 臺南市學甲區人，為統一企業董事長。 民國56年，創立了統一企業公司，其後陸續創立了統一超商股份有限公司、台灣康是美藥妝店、台灣星巴克咖啡等聯盟。 曾擔任中華民國全國工業總會兩屆理事長共6年。曾獲得中華民國十大傑出企業家、全國好人好事代表、熱心公益傑出企業家獎、中華民國私立學校第四屆十大傑出教育事業家、大中華經濟區第一屆企業家終身成就獎等榮銜，並獲頒贈總統府大綬景星勳章、法國農產業最高一等獎章、尼加拉瓜總統騎士勳章、法國政府國家榮譽騎士勳章、美國林肯大學名譽法學博士學位、國立中山大學榮譽管理學博士學位、國立成功大學名譽管理學博士學位。 民國61年起出任本校董事。 民國88年4月16日，擔任本校第三任董事長。                                                                                         |
| 4    | 鄭高輝 | 2014年-2017年 | 臺南紡織集團董事長兼總裁、南紡流通事業公司董事長、南紡建設公司董事長、太子建設公司董事長、神隆製藥董事長。 民國51年創立「宗泰布行」，從事布匹批發，民國55年再創設「宗大實業公司」。 民國56年本校前董事長高清愿先生與友人籌設統一企業。 民國60年投資臺南紡織公司，任董事兼副總經理，民國64年升任臺南紡織常務董事兼總經理，民國78年起晉升為副董事長兼總經理，民國82年從總經理職務屆齡退休，擔任副董事長兼南紡集團總裁，民國93年獲聘董事長迄今。 民國64年膺選為臺南市第一屆工業會理事長，3年任期屆滿，再因其領導有方，順利蟬聯。 民國78年先生出任南臺科技大學董事。 民國103年1月31日，擔任本校第四任董事長。 |
| 5    | 張信雄 | 2017年迄今    | 前南臺科技大學校長，台南縣人。 歷任台灣最大企業集團---台塑關係企業總管理處總經理室高級專員、國立成功大學工業管理研究所教授，在企業管理、國際行銷、銷售管理、行銷管理與實務之領域中，具有豐富學養與經驗。 民國75年獲聘為南臺工專副校長，三年後擢升校長。 民國88年榮獲中華民國管理科學會頒發「李國鼎管理獎章」，民國90年榮獲中華民國私立教育事業協會第十五屆「弘道獎」，民國92年及95年分別榮獲中華民國技職教育學會頒贈「技職教育卓越貢獻獎」及「技職教育終身榮譽獎」，民國95年被推選為中華服務管理學會理事長，並擔任理事長一職迄今，民國98年獲頒日本創價大學名譽博士學位。 民國96年7月，張信雄前校長屆齡卸任校長職務，轉任本校董事及講座教授。 民國106年11月本校董事會一致推舉張信雄前校長擔任本校第五任董事長。 |

## 歷任校長
| 任別 | 姓名   | 任期                          | 備註                                     |
| ---- | ------ | ----------------------------- | ---------------------------------------- |
| 1    | 辛文炳 | 1969年12月－1989年4月         |                                          |
| 2    | 張信雄 | 1989年4月－2007年7月          |                                          |
| 3    | 戴謙   | 2007年8月－2017年11月         | 轉任台灣中油董事長，後任台南市政府副市長 |
| 代理 | 盧燈茂 | 2017年11月－2018年7月         |                                          |
| 4    | 盧燈茂 | 2018年8月－2023年2月          |                                          |
| 5    | 吳誠文 | 2023年2月－2024年5月20日      | 轉調國科會主委                           |
| 代理 | 周德光 | 2024年5月20日－2024年11月29日 | 副校長代理                               |
| 6    | 黃能富 | 2024年11月29日－現今          | 原國立清華大學資訊工程學系特聘教授       |

## 組織

### 教學單位
| 工學院 | 機械工程系（學、碩） 機電科技研究所（博） | 電機工程系（五專、學、碩、博） - 控制與晶片組 - 電能資訊組 - 生醫電子系統組 |
| 工學院 | 半導體與光電工程系（學、碩）              | 電子工程系（學、碩、博）                                                    |
| 工學院 | 資訊工程系（五專、學、碩）                | 化學工程與材料工程系（五專、學、碩）                                        |
| 工學院 | 生物與食品科技系（學、碩）                |                                                                             |

| 商管學院 | 資訊管理系（學、碩）                                    | 工業管理與資訊系（學、碩） - 工業管理組 - 電子商務組 |
| 商管學院 | 企業管理系（學、碩） 企業管理系人力資源管理研究所（碩） | 行銷與流通管理系（學、碩）                           |
| 商管學院 | 休閒事業管理系（學、碩）                                | 餐旅管理系（學、碩）                                 |
| 商管學院 | 國際企業系（學）                                        | 財務金融系（學、碩）                                 |
| 商管學院 | 會計資訊系（學、碩）                                    | 財經法律研究所（碩）                                 |
| 商管學院 | 商管學院全球經營管理碩士班（碩）                        | 高階主管企管碩士在職專班                             |
| 商管學院 | 經營管理博士學位學程（全英語）                          | 國際商務學士學位學程（全英語）                       |
| 商管學院 | 國際金融學士學位學程（全英語）                          |                                                      |

| 數位設計學院 | 資訊傳播系（學、碩）     | 視覺傳達設計系（學、碩） - 商業設計組 - 動畫設計組 - 創意生活設計組 |
| 數位設計學院 | 創新產品設計系（學、碩） | 多媒體與電腦娛樂科學系（學、碩）                                    |
| 數位設計學院 | 流行音樂產業系（學）     |                                                                     |

| 人文社會學院 | 應用英語系（學、碩）       | 應用日語系（學、碩）             |
| 人文社會學院 | 幼兒保育系（學）           | 高齡福祉服務系（學）             |
| 人文社會學院 | 人文社會學院教育經營碩士班 | 人文社會學院教育經營碩士在職專班 |

### 技術研究發展中心
| 技術研究發展中心 | 光電與積體電路故障分析中心         | 健康醫療暨人工智慧科技研究中心 |
| 技術研究發展中心 | 邊緣運算技術與健康促進應用研發中心 | AIoT智慧聯網應用技術研發中心   |
| 技術研究發展中心 | 車用電子技術研究中心               | 古機械技術研發中心             |
| 技術研究發展中心 | 綠能與智動化製造技術研發中心       | 智慧綠能科技中心               |
| 技術研究發展中心 | 智慧整合製造技術研發中心           | 金屬及陶瓷製程與檢測技術中心   |
| 技術研究發展中心 | 創新應用生技製程技術研發中心       | 南臺科大虛假訊息研究中心       |
| 技術研究發展中心 | 創新農業技術研發中心               | 地方創意發展中心               |
| 技術研究發展中心 | 文化資產整合設計研究中心           | 品牌及包裝設計中心             |
| 技術研究發展中心 | 虛實互動科技中心                   | 創新體驗設計中心               |

## 學校策略聯盟
| - 北基區 - 國立臺北商業大學 - 國立政治大學 - 中國文化大學 - 輔仁大學 - 桃竹苗區 - 元智大學 - 雲嘉南區 - 國立嘉義大學 - 長榮大學 - 國立成功大學 - 國立臺南大學 - 稻江科技暨管理學院 - 嘉南藥理大學 - 台南應用科技大學 - 遠東科技大學 - 國立臺南藝術大學 - 台灣首府大學 - 南華大學 - 南榮科技大學 | - 高屏區 - 國立中山大學 - 高雄醫學大學 - 國立高雄大學 - 義守大學 - 正修科技大學 - 文藻外語大學 - 輔英科技大學 - 樹德科技大學 - 國立高雄科技大學 - 國立高雄餐旅大學 - 國立高雄師範大學 - 國立屏東科技大學 - 國立屏東大學 - 慈惠醫護管理專科學校 - 美和科技大學 - 大仁科技大學 - 花東區 - 國立臺東大學 - 澎金馬區 - 國立澎湖科技大學 |

- 臺南市私立港明高級中學
- 國立新化高級中學
- 國立臺南高級海事水產職業學校
- 國立新豐高級中學
- 國立臺南大學附屬高級中學
- 國立新營高級工業職業學校
- 國立南科國際實驗高級中學
- 國立善化高級中學
- 臺南市立南寧高級中學
- 國立臺南女子高級中學
- 國立北門高級中學
- 國立新營高級中學
- 國立臺南高級工業職業學校
- 臺南市私立長榮高級中學
- 方濟會學校財團法人臺南市黎明高級中學
- 國立臺南第二高級中學
- 國立臺南家齊女子高級中學
- 國立北門高級農工職業學校
- 國立曾文高級家事商業職業學校
- 臺南市立永仁高級中學
- 興國學校財團法人臺南市興國高級中學
- 國立新化高級工業職業學校
- 臺南市立大灣高級中學
- 臺南市私立德光高級中學
- 國立臺南高級商業職業學校

## 爭議

### 校名爭議
曾名「台南科技大學」的台南應用科技大學，因為校名與「南臺科技大學」過於相似，易使公眾混淆，再加上南臺科大也曾申請相同校名，不料遭到教育部以「地名應予公立學校使用」為理由駁回，但是卻允許當時的「台南女子技術學院」更名，有違公平原則。
南臺科大以上述理由向教育部提出訴願成功，台南科大不服轉而向臺北高等行政法院提起訴訟。然而，法院認為兩校校名確實過於相似，向教育部申請更名也違反公平原則，判決台南科大敗訴，全案仍可上訴。

## 師生比與註冊率
- 110學年度日間部學生人數13,565人，專任老師人數519，日間部師生比26.14（學生數／老師數）。[7]
- 112學年度新生註冊率78.81%。
- 113學年度新生註冊率82.4%。

## 參看
- 統一企業
- 台南幫
- 科技大學 (臺灣學制)
- 台灣大專院校列表
- 發展典範科技大學計畫
- 高等教育深耕計畫
- QS世界大学排名
- 泰晤士高等教育世界大學排名

## 外部連結
- 官方网站 （页面存档备份，存于）（繁體中文）（简体中文）（英文）
- 南臺科技大學的Facebook專頁
- 南臺科技大學的Instagram帳戶
- YouTube上的南臺科技大學頻道 （页面存档备份，存于）